# 노퍽섬 공항
노퍽섬 공항(영어: Norfolk Island Airport, IATA : NLK, ICAO: YSNF)은 오스트레일리아의 자치령 노퍽섬에 있는 국제공항이자 노퍽섬의 유일한 공항으로 현재 콴타스 항공이 시드니 공항, 브리즈번 공항에 정기 운항을 하고 있다.

## 운항 노선

### 국내선
| 항공사     | 목적지           |
| ---------- | ---------------- |
| 콴타스항공 | 시드니, 브리즈번 |